# ویتو آراجائو
ویتو آراجائو (به انگلیسی: Vito Arujau،  زادهٔ ۱ ژوئن ۱۹۹۹) یک کشتی‌گیر آزادکار اهل کشور آمریکا است.
از افتخارات وی می‌توان به کسب مدال طلا مسابقات قهرمانی کشتی جهان ۲۰۲۳ و مدال برنز قهرمانی کشتی جهان ۲۰۲۴ اشاره کرد.

## فعالیت حرفه‌ای

### قهرمانی کشتی جهان ۲۰۲۳
آراجائو در وزن ۶۱ کیلوگرم کشتی آزاد قهرمانی کشتی جهان ۲۰۲۳ بلگراد شرکت کرد، او در این مسابقات اوسیمژان داستانبک از قزاقستان، استیلیان ایلیف از بلغارستان، کودای اوگاوا از ژاپن و تایربک ژوماشبک اولو از قرقیزستان را شکست داد و به فینال رسید. وی در فینال عباس‌گادژی ماگومدف از روسیه را شکست داد و مدال طلا را بدست آورد.

### قهرمانی کشتی جهان ۲۰۲۴
آراجائو در وزن ۶۱ کیلوگرم کشتی آزاد قهرمانی کشتی جهان ۲۰۲۴ تیرانا شرکت کرد، او در مسابقه های اول و دوم اودیت کومار از هند و عظمت توسکایف از صربستان را شکست داد اما در نیمه نهایی به ماسانوسوکه اونو از ژاپن باخت و به دیدار رده‌بندی رفت. وی در دیدار رده‌بندی زائور اوگویف از روسیه را شکست داد و مدال برنز را بدست آورد.